# Profumo di mamma
Profumo di mamma è il primo singolo estratto dall'album di Anna Tatangelo Nel mondo delle donne.
È stato presentato il 4 novembre 2008 nella trasmissione di Raffaella Carrà Carràmba che fortuna per poi entrare in rotazione radiofonica a partire dal 7 novembre.
Il brano è stato composto da Gigi D'Alessio e Adriano Pennino.

## Descrizione
Profumo di mamma è una ballata che tratta il tema della maternità vista da una donna che ha appena scoperto di essere incinta.

## Video musicale
Il brano è accompagnato da un videoclip girato da Gaetano Morbioli che è stato trasmesso a partire dal 17 novembre 2008.

## Formazione
- Anna Tatangelo - voce
- Adriano Pennino - tastiera, pianoforte
- Maurizio Fiordiliso - chitarra
- Cesare Chiodo - basso
- Fernando Brusco - flicorno

## Classifiche
| Classifica (2008) | Posizione massima |
| ----------------- | ----------------- |
| Italia            | 28                |